# Vallée de l'Ombrone

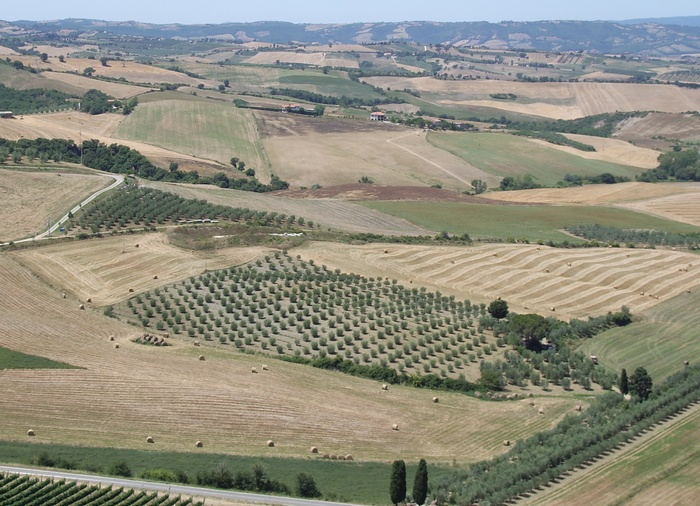
La Valle dell'Ombrone vers Cinigiano

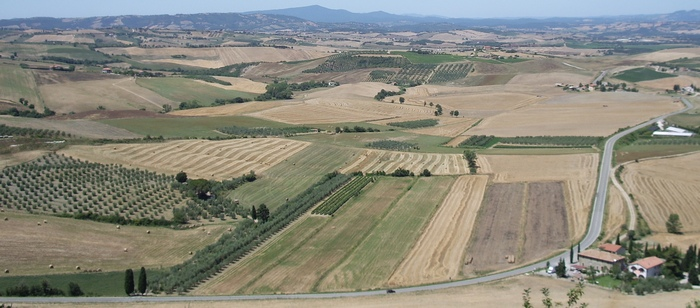
Le Val d'Orcia grossetan qui s'ouvre vers la Valle dell'Ombrone vu de Montenero d'Orcia

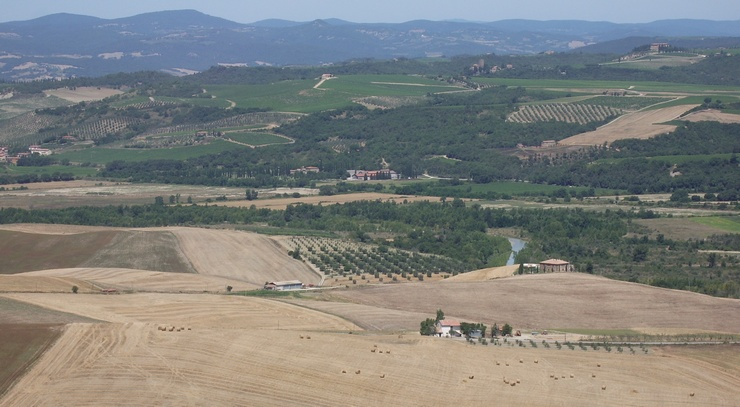
Le Val d'Orcia entre la province de Grosseto (en bas) et Sienne (en haut)

La vallée de l'Ombrone (Valle dell'Ombrone en italien)  est un territoire italien constitué d'une partie de la vallée italienne du fleuve l'Ombrone, qui s'étend dans la province de Grosseto  après que le fleuve a traversé la partie méridionale des collines du Chianti et les collines siennoises du début de son parcours.

## Limites
Cette aire géographique est bordée au nord par la province de Sienne et le Val d'Orcia, qui comprend la partie terminale de la rivière Orcia, à l'est par le cône volcanique du  Mont Amiata, au sud par les collines de l'Albegna et de la Fiora, qui s'ouvre ensuite dans la Maremme grossetana, le territoire restant  dans le prolongement de la dorsale sud-orientale des collines métallifères.
En province de Grosseto, l'Ombrone entre dans le territoire de la commune de Montalcino, puis traverse les communes de Civitella Paganico, Cinigiano, Campagnatico et Grosseto, où il rejoint la Mer Tyrrhénienne à Bocca d'Ombrone (Grosseto).
La vallée  couvre les frazioni de la province :
- Montenero d'Orcia de Castel del Piano
- Istia d'Ombrone,
- Grancia,
- Batignano
- Montepescali de Grosseto.

## Lieux dignes d'intérêt

### Sources thermales
- les Thermes de Petriolo sur le torrent Farma

### Bourgs médiévaux
- Civitella Marittima, frazione de Civitella Paganico
- Paganico, frazione de Civitella Paganico
- Pari, frazione de Civitella Paganico
- Casale di Pari, frazione de Civitella Paganico
- Cinigiano
- Sasso d'Ombrone, frazione de Cinigiano
- Monticello Amiata, frazione de  Cinigiano
- Montenero d'Orcia, frazione de Castel del Piano
- Campagnatico
- Montorsaio, frazione de Campagnatico
- Istia d'Ombrone, frazione de Grosseto
- Batignano, frazione de Grosseto
- Montepescali, frazione de Grosseto

### Châteaux, villas et domaines agricoles
- Château de Casenovole sur Civitella Paganico
- Château de Monte Antico sur  Civitella Paganico
- Château de Porrona sur Cinigiano
- Castiglioncello Bandini sur Cinigiano
- Fattoria di Colle Massari sur  Cinigiano
- Château de Vicarello sur  Cinigiano
- Château de Monte Cucco sur Cinigiano.
- Château de Stertignano sur Campagnatico
- Colonne della Sabatina sur Campagnatico
- Tino di Moscona sur Grosseto

### Abbayes et monastères
- Abbazia di San Lorenzo al Lanzo sur Civitella Paganico
- Convento di San Benedetto alla Nave sur Campagnatico
- Convento di Santa Croce a Batignano sur Grosseto
- Cappella di Santa Maria a Grancia sur Grosseto
- Romitorio di Santa Maria Maddalena sur Grosseto

## Sources
- (it) Cet article est partiellement ou en totalité issu de l’article de Wikipédia en italien intitulé « Valle dell'Ombrone » (voir la liste des auteurs).